# 올렉산드르 쿠체르
올렉산드르 쿠체르(우크라이나어: Олександр Миколайович Кучер, 1982년 10월 22일 ~)는 우크라이나의 은퇴한 축구 선수이다. 수비수와 미드필더로 활약했다. 현재는 SC 드니프로-1의 감독으로 있다.